# Iwen Słonina
Iwen Słonina albo Jan Bacon – postać z powieści Teodora Parnickiego Czas siania i czas zbierania.

## Pochodzenie
Iwen Słonina urodził się w diecezji bangorskiej w pierwszej połowie 1382 roku. Jego ojciec Urien Słonina był dzierżawcą ubogiej osady rybackiej, należącej do biskupa Bangoru Jana Gilberta. Iwen utrzymywał, że jest nieślubnym synem biskupa. Uważał też, że jego matka była zbiedniałym potomkiem biskupa Bangoru z XII wieku, Dawida, a w konsekwencji i pierwszego biskupa grenlandzkiego Eryka.

## Urien Słonina
Kiedy, w czasie swego trzyletniego zarządzania diecezją Bangoru, Jan Gilbert odwiedził ją jedyny raz, spotkał tam Uriena, studenta uniwersytetu w Kantabrydze, klerka i pieśniarza rozmiłowanego w poezjach o Graalu. Podjęta przez biskupa w parę lat później przebudowa wieży katedralnej doprowadziła do odkrycia starych rękopisów związanych z biskupem Erykiem. Pod nieobecność Jana Gilberta, mianowanego tymczasem biskupem Herefordu, rękopisy trafiły w ręce Uriena. Pisma te, szczególnie list Eryka biskupobójcy do biskupa Bangoru Dawida, przekonały Uriena, że kościół Piotrowy, reprezentujący maluczkich, jest od wieków w sporze z wielmożami, i skłoniły go do przystąpienia do powstania Wata Tylera. Po upadku powstania Urien został pojmany i skazany na karę śmierci. W przeddzień wizyty w jego celi biskupa Jana Gilberta, przyszedł na świat jego syn, Iwen. Dzięki wstawiennictwu biskupa i swemu niejednoznacznemu udziałowi w bitwie z wojskiem królewskim, Urien został zwolniony z więzienia. Wstąpił wówczas na służbę do księcia Gaunta. Wraz z nim udał się w 1386 roku na wyprawę po koronę kastylijską. Po klęsce swego pana pozostał w Hiszpanii. Podczas pogromu Żydów w Walencji w lipcu 1391 uratował siostrę późniejszego biskupa Burgos Pawła de Santa Maria. W marcu 1392 roku urodziła ona córkę Uriena, a przyrodnią siostrę Iwena, Rut Tomasę.

## Wniosek Iwena
W czerwcu 1431 Iwen wręczył biskupowi Beauvais Pierre'owi Cauchonowi i Ryszardowi Beauchamps, hrabiemu Warwick uzasadnienie wywiezienia, fikcyjnie spalonej pod koniec maja w Rotomagu Joanny d'Arc, na Atlantydę. 29 czerwca zebrała się rada możnych w Crotoy, która, jak się wydaje, zaakceptowała ten projekt. W uzasadnieniu Iwen wspomina, że został w młodym wieku paziem-lutnistą hrabiego Derby, późniejszego Henryka IV. Wziął udział u jego boku w krzyżackiej wyprawie na Wilno (1390) oraz w podróży do Ziemi Świętej (1393). Następnie w 1399 roku walczył pod księciem Witoldem przeciwko Timurowi, zakończonej klęską nad Worsklą. W 1410 musiał uciekać z Anglii, ścigany listami biskupimi, oskarżającymi go o nieprawowierne poglądy. Tak znalazł się na polu bitwy grunwaldzkiej po stronie krzyżackiej. 
Po przegranej, wzgardzony przez ukochaną, znalazł się w Norwegii, gdzie właśnie zawinął okręt osadników z Grenlandii. Iwen, który wierzył, że rycerze króla Artura przenieśli się za ocean, a znał też dobrze Dziennik podróży ku śmierci Łukasza Żydzięty, był zafascynowany możliwością podróży do Toltecji. Załoga okrętu nie miała jednak zamiaru wracać na niegościnny ląd. Właściciele zaproponowali Iwenowi zakup okrętu, na który nie miał jednak środków. Znacznie później, jak wspomina, poznał Usona, potomka zubożałej rodziny Frescobaldich, zainteresowanego powtórzeniem legendarnej wyprawy braci Vivaldi do Indii w kierunku zachodnim. Bej algierski zaproponował im okręt płaskodenny w zamian za syna Usona, na co ten się nie zgodził. Obydwaj przyjaciele rozważali także możliwość zaciągnięcia się na służbę u Henryka Żeglarza i porwania jego dwóch okrętów. Wreszcie Iwen zobaczył szansę sfinansowania wyprawy przez osoby chcące się pozbyć fikcyjnie spalonej Joanny.

## Odniesienia historyczne
- Pierwowzorem postaci Iwena Słoniny był John Bacon, student kolegium w Cambridge pod koniec XIV, oskarżony o herezję[8].
- John Gilbert – był biskupem Bangoru od 1372, przeniesionym do Herefordu w 1375, od 1386 do 1389 i ponownie od końca 1389 do 1391 lordem wielkim skarbnikiem, od maja 1389 do śmierci w 1397 biskupem St David’s[9].
- Pablo de Santa María (wł. Selemoh ha-Leví, ur. około 1350 r. w Burgos - 30 sierpnia 1435 r.) – był hiszpańskim Żydem, rabinem nawróconym na chrześcijaństwo, biskupem Kartageny i Burgos, doradcą kastylijskiego Henryka III, poetą, uczonym i historykiem, pisarzem teologicznym i komentatorem biblijnym.
- Alfonso de Santa Maria de Cartagena (1384-1456) – był synem Pawła de Santa Maria, po jego śmierci w 1435 mianowanym biskupem Burgos. Był również dyplomatą (doprowadził między innymi do zawarcia pokoju pomiędzy Władysławem III Warneńczykiem a Albertem II Habsburgiem), tłumaczem dzieł Cycerona i Seneki na hiszpański, autorem kilku traktatów z zakresu teologii moralnej i filozofii.
- Frescobaldi – florencka rodzina kupców handlująca suknem w Brugii, która w XIII wieku zyskała znaczenie w rodzinnej Florencji. W 1343 roku Frescobaldi wzięli udział w spisku Grandi i odtąd zostali wykluczeni od piastowania wysokich urzędów florenckich. Jako bankowcy finansowali rozmaite przedsięwzięcia różnych europejskich rodzin królewskich. Doszli do szczególnego znaczenia w Anglii, gdzie w latach 70. XIII wieku otworzyli swą pierwszą placówkę i zaczęli finansować wojny Edwarda I, otrzymując w zamian dochody z ceł. Po śmierci króla doszło do buntu baronów przeciwko wpływom cudzoziemców na dworze królewskim. W 1411 Frescobaldi zostali aresztowani, a ich dobra skonfiskowane. Ostatecznie udało im się uciec, ale dług nigdy nie został spłacony, co doprowadziło rodzinę do bankructwa.
- Alonso Hernandez de Portocarrero (ok. 1480-1524?) – był hiszpańskim kapitanem, towarzyszem Hernána Cortésa w podboju Meksyku.[10].
- André Guerin i Jack White napisali wspólnie dzieło, podbudowane obszernym materiałem źródłowym, w którym dowodzili, że sędziowie Joanny wcale nie byli dla niej tak okrutni, jak się powszechnie sądzi. Spalili ją bowiem tylko pozornie, a w rzeczywistości ułatwili jej ucieczkę[11].

## Rycerz z lwem
Iwen, czytelnik zapamiętały poematów o Gawenie, Tristanie i królu Arturze, czuje się powołany, by ratować dziewicę orleańską, jako ten, który waży się na przygody najbardziej śmiałe i szalone. Bohaterowie powieści (jak umiłowana gdańszczanka - Hechtówna) wypowiadają się drwiąco lub przynajmniej pobłażliwie o Iwenie rycerzu nieustraszonym. Iwen odziany w w czerń złoconą zbroi i istny bezmiar niebieskości nawiązuje do postaci rycerza znanego z poematu celtyckiego Ovein ag Lunet (Pani źródła), który walczy ze lwem i po każdym zabiciu go zmartwychwstaje, oraz do bohatera poematu Chrétiena de Troyes Ivain, chevalier au lion. Bohater Chrétiena, poszukiwacz przygód, jest tak bardzo pochłonięty zdobywaniem rycerskiej sławy, że zapomina o świeżo poślubionej żonie, wdowie po Czarnym Rycerzu, strażniku źródła, którego zabił. Naraziwszy się w ten sposób wdowie, popada w szaleństwo.
Iwen z Nowej baśni jest również obłąkany (jest schizofrenikiem, cierpiącym na rozdwojenie jaźni), nie dba o powodzenie u kobiet, jest niemal napiętnowany niesławą: walcząc po stronie krzyżackiej pod Grunwaldem, żebrze o litość u Czecha, swego współwyznawcy, kalikstyna i ucieka z pola walki. Jako uciekinier jest przedmiotem drwin ze strony swej ukochanej, która musi go ratować przed, wzburzonymi przeciw Krzyżakom, gdańszczanami.
Wzorując się na swym literackim ideale, czuje się powołany do obrony, jak Iwejn, niesłusznie posądzanych dziewic, skazanych na karę ognia. Dlatego występuje z  wnioskiem o zamianę Joannie kary stosu na wygnanie do Atlantydy, która nie znajduje się na Ziemi, lecz na Przeciwziemi i kto chce uciec ze swojego świata, tam się powinien kierować. To nie jedyny powód takiego postępowania. Iwen wskutek rozszczepienia jaźni wyobraża sobie, że jest kim innym niż jest naprawdę. Jak nieśmiertelny bohater Ovein ag Lunet, wciela się w coraz inną postać. Jest więc przede wszystkim Erykiem z pierwszego tomu Nowej baśni. Eryk jest zdaniem Iwena jego demonem, co odpowiada ówczesnemu poglądowi na przyczyny obłąkania oraz pojawiającej się w średniowieczu wierze w reinkarnację. Iwen czuje się powołany do ratowania Joanny, bo przez Eryka jest spowinowacony, podobnie jak ona, z domem Walezjuszy.